# Mokhrenes
Mokhrenes (in armeno Մոխրենես?) o Susanlıq (in azero Susanlıq) è una comunità rurale del distretto di Xocavənd in Azerbaigian, facente parte fino al 2020 della regione di Hadrowt' nella repubblica di Artsakh, già repubblica del Nagorno Karabakh, situata su un altopiano in una zona montuosa a pochi chilometri da Togh.
Secondo il censimento del 2005 contava poco più di duecento abitanti.

## Storia

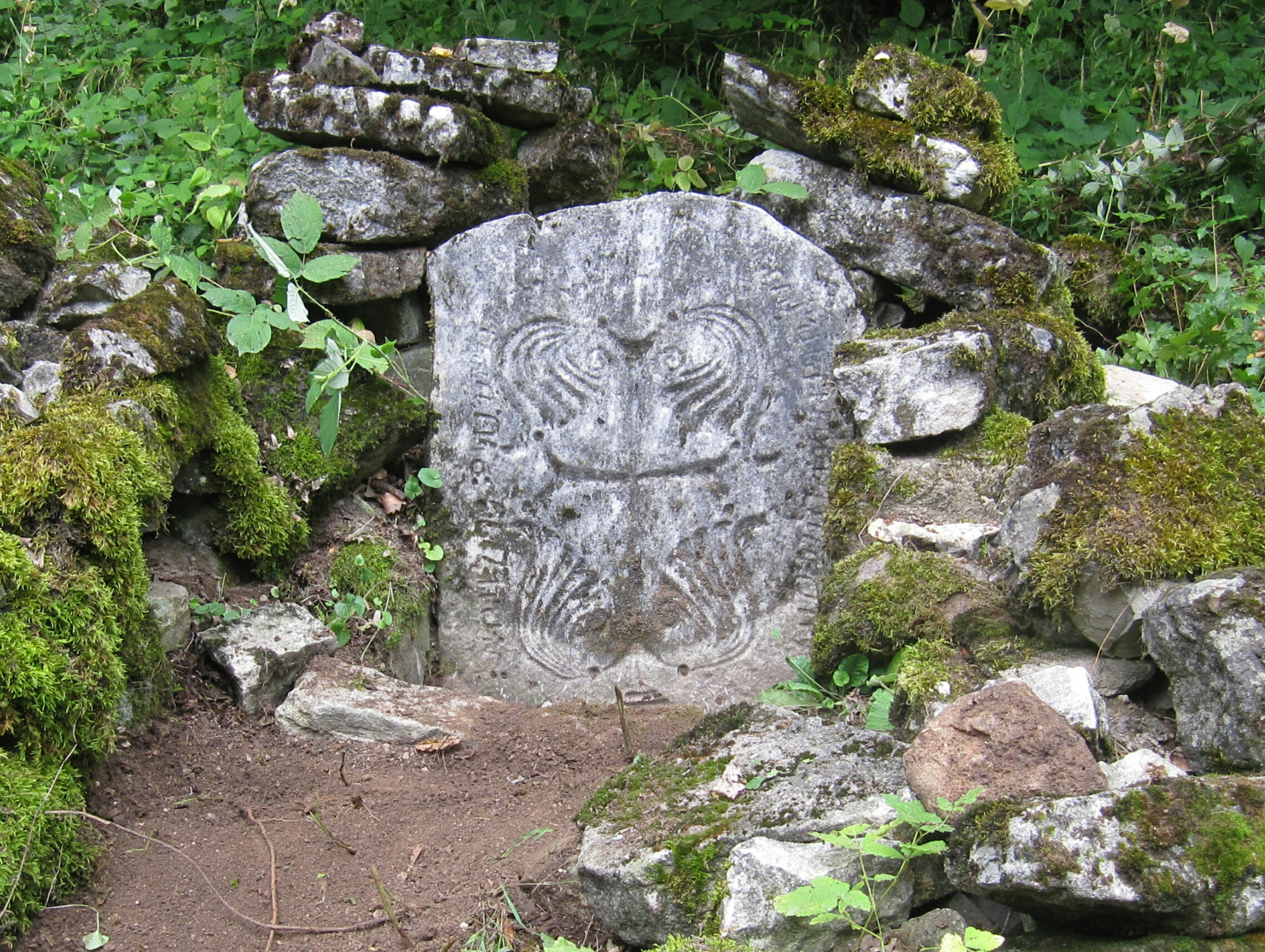
Khachkar vicino alla chiesa del monastero di Okhty Drni con un'iscrizione del 1044.

Durante il periodo sovietico, il villaggio faceva parte del distretto di Hadrut dell'Oblast' Autonoma del Nagorno Karabakh. Dopo la Prima guerra del Nagorno Karabakh, il villaggio fu amministrato come parte della regione di Hadrut della Repubblica separatista di Artsakh. Il villaggio passò sotto il controllo dell'Azerbaigian durante la guerra del Nagorno Karabakh del 2020. Successivamente, la chiesa armena di San Sargis, risalente al XVIII secolo, sarebbe stata distrutta dall'Azerbaigian tra il marzo e il luglio del 2022.

## Monumenti e luoghi d'interesse
Tra i siti del patrimonio storico presenti nel villaggio e nei suoi dintorni vi è la chiesa del monastero di Okhty Drni, risalente al V/VI secolo (in armeno: Օխտը դռնի, "Sette porte"), una khachkar del X-XI secolo, un ponte del XIII secolo, un cimitero del XVIII-XIX secolo e la chiesa di Surb Sargis (armeno: Սուրբ Սարգիս), costruita nel 1840. La chiesa di San Sargis venne distrutta tra il marzo e il luglio del 2022.